# Pierre Besnard (syndicaliste)
Pour les articles homonymes, voir Pierre Besnard et Besnard.
Pierre Besnard, né le 8 octobre 1886 à Montreuil-Bellay (Maine-et-Loire) et mort le 19 février 1947, Bagnolet (Seine), est un anarcho-syndicaliste français. Facteur aux chemins de fer, il est cofondateur de la Confédération générale du travail - Syndicaliste révolutionnaire en 1926, puis de la Confédération nationale du travail française en décembre 1946.

## Biographie
En 1909, il commence une carrière dans les chemins de fer de l'État à Chinon. Il se syndique alors à la Fédération des cheminots dont il devient le secrétaire pour la région parisienne le 4 mai 1920. Il est alors révoqué pour sa participation aux grandes grèves de l'année 1920.
En 1921, il devient le secrétaire général des Comités syndicalistes révolutionnaires en remplacement de Pierre Monatte. Lors du rassemblement de la minorité de la Confédération générale du travail qui a lieu en décembre 1921, il défend, avec Gaston Monmousseau, une motion de rupture immédiate, face à Pierre Monatte, partisan de la temporisation. Cependant lors du 1er Congrès de la Confédération générale du travail unitaire à Saint-Étienne (25 juin-1er juillet 1922), Besnard et ses amis se retrouvent dans la minorité face aux partisans de l'Internationale communiste. Besnard se retire aussi de l'exécutif de l'Association internationale des travailleurs auquel il participait.
Besnard essaye alors de regrouper l'ensemble de l'opposition à la direction de la Confédération générale du travail unitaire. Devant l'échec de cette tentative, il participe à la création de la Confédération générale du travail - Syndicaliste révolutionnaire dont il devient le secrétaire général en 1929.
Pendant la Guerre d'Espagne, il participe à la création de comités syndicalistes anarchistes pour la défense du prolétariat espagnol.
Pendant la Seconde Guerre mondiale, il se réfugie dans le Midi de la France.
Après guerre, il reprend des activités syndicales, et participe notamment à la création de la Confédération nationale du travail française, mais meurt quelques mois après.
Il est incinéré[Quoi ?], son urne funéraire repose au columbarium du cimetière du Père-Lachaise dans la case 10 759.

## Héritage
En France, des anarcho-syndicalistes de la Fédération anarchiste ont créé le groupe Pierre-Besnard, fédéré à l'organisation sus-nommée.

## Œuvres
- Les syndicats ouvriers et la révolution sociale, Paris, 1930.
- Le monde nouveau, Organisation d'une société anarchiste, CGT-SR, 1934.
- L'éthique du syndicalisme, CGT-SR, 1936.

### Articles
- Grève, Encyclopédie anarchiste, initiée par Sébastien Faure, 1925-1934, lire en ligne.
- Action directe, Encyclopédie anarchiste, 1925-1934, [lire en ligne].